# 岐阜オープンクラシック
岐阜オープンクラシック（ぎふオープンゴルフクラシック）は1984年から開催されている男子ゴルフトーナメント。
岐阜新聞社、岐阜放送主催。
日本プロゴルフ協会、中部ゴルフ連盟、岐阜県ゴルフ連盟、中部ゴルフ練習場連盟、岐阜県ゴルフ練習場連盟、岐阜県高等学校ゴルフ連盟、岐阜県学生ゴルフ連盟、岐阜県、岐阜市、各務原市、関市後援。
各務原カントリー倶楽部協力。
旧大会名「岐阜県オープンゴルフトーナメント」（1984年 - ?）→「岐阜オープンゴルフトーナメント」（? - 2003年）

## 歴代優勝者
- 1984年 - 小野義明
- 1985年 - 小栗正光
- 1986年 - 松井角次
- 1987年 - 高阪喜久
- 1988年 - 上西絋暉
- 1989年 - 前田新作
- 1990年 - 伊藤正己
- 1991年 - 宮下稔
- 1992年 - デビッド・イシイ（アメリカ）
- 1993年 - 平野浩作
- 1994年 - 菅原洋一
- 1995年 - 長田力
- 1996年 - 木村政信
- 1997年 - 井戸木鴻樹
- 1998年 - 桑原克典
- 1999年 - 桑原克典
- 2000年 - 野上貴夫[2]
- 2001年 - 原田三夫
- 2002年 - 横田真一
- 2003年 - 桑原克典
- 2004年 - 小林正則
- 2005年 - 堀之内豊[3]
- 2006年 - 河村雅之
- 2007年 - 桑原克典
- 2008年 - 伊藤正己
- 2009年 - 藤田寛之
- 2010年 - 尾崎直道
- 2011年 - 宮瀬博文
- 2012年 - 井戸木鴻樹
- 2013年 - リッチ・テイト[4]
- 2014年 - 上平栄道
- 2015年 - 谷口徹
- 2016年 - 上田諭尉
- 2017年 - 谷口徹
- 2018年 - 石川遼
- 2019年 - 織田信亮
- 2021年 - 竹谷佳孝
- 2022年 - 澤崎安雄
- 2023年 - 発多ヤマト